# FON-Universität

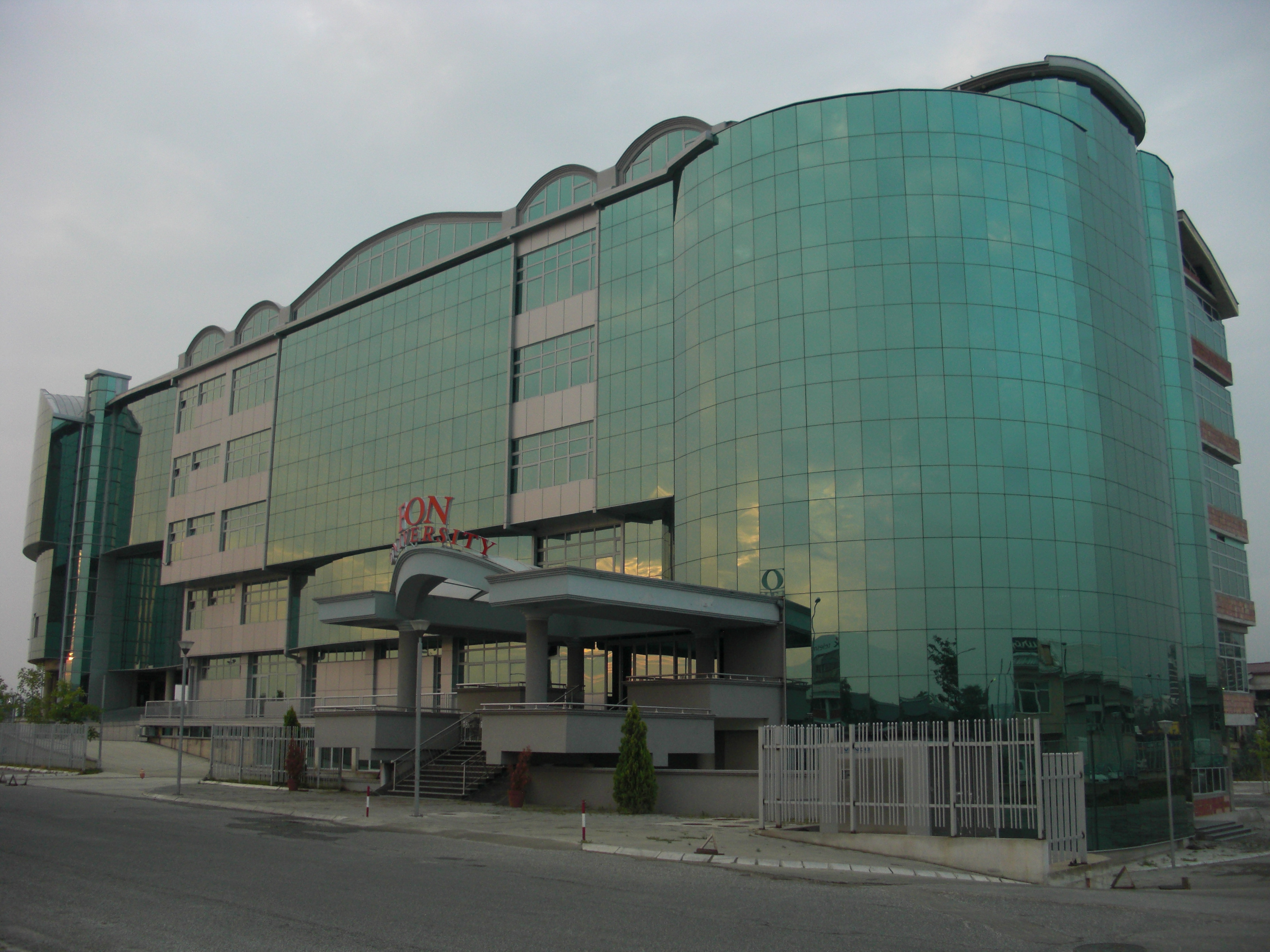
FON Universität

Die private Universität FON wurde 2003 als die erste private Institution für akademische Bildung in Nordmazedonien gegründet. Der Hauptcampus befindet sich in der Hauptstadt der Republik Nordmazedonien – Skopje und umfasst eine Fläche von 30.000 m². Daneben hat FON auch Bildungseinrichtungen in Struga, Ohrid, Strumica und Gostivar.  
Die Universität FON verfügt über acht Fakultäten:
- Rechtswissenschaftliche Fakultät
- Fakultät für Politikwissenschaft, Diplomatie und Journalismus
- Fakultät für angewandte Fremdsprachen
- Fakultät für Wirtschaft
- Fakultät für Informatik
- Fakultät für Detektive und Sicherheit
- Fakultät für Sport und Sportmanagement
- Fakultät für Design und Multimedia

Das Studium an den Fakultäten erfolgt in Übereinstimmung mit der Bologna-Erklärung und ECTS. Es gibt Bachelor- und Postgraduiertenstudium und das Doktoratsstudium befindet sich im Prozess der Akkreditierung (2010). 
Die Universität ist dreisprachig, Vorlesungen und Seminare erfolgen in mazedonischer, englischer und albanischer Sprache. Im akademischen Jahr 2010/2011 wurden die Lehrstühle für spanische und türkische Sprachen besetzt. 
Die Universität FON arbeitet mit der Universität Skopje und Universitäten der Türkei u. a. der Trakya-Universität zusammen. Die Universität FON ist Mitbegründer der ACEU - Alliance of Central Eastern Europe University.
Seit dem akademischen Jahr 2010–2011 kann an der Universität FON und dem Europäischen Institut für Höhere Internationale Studien (IEHEI) im zweiten Zyklus des Studiums ein Doppeldiplom im Bereich der europäischen Integration und internationalen Beziehungen erworben werden. Das Studium sieht Studienaufenthalte in den Niederlassungen des Europäischen Instituts in Nizza, Rom, Berlin und Istanbul vor.  
Die Universität ist Mitglied im Netzwerk der Balkan-Universitäten.